# The Used

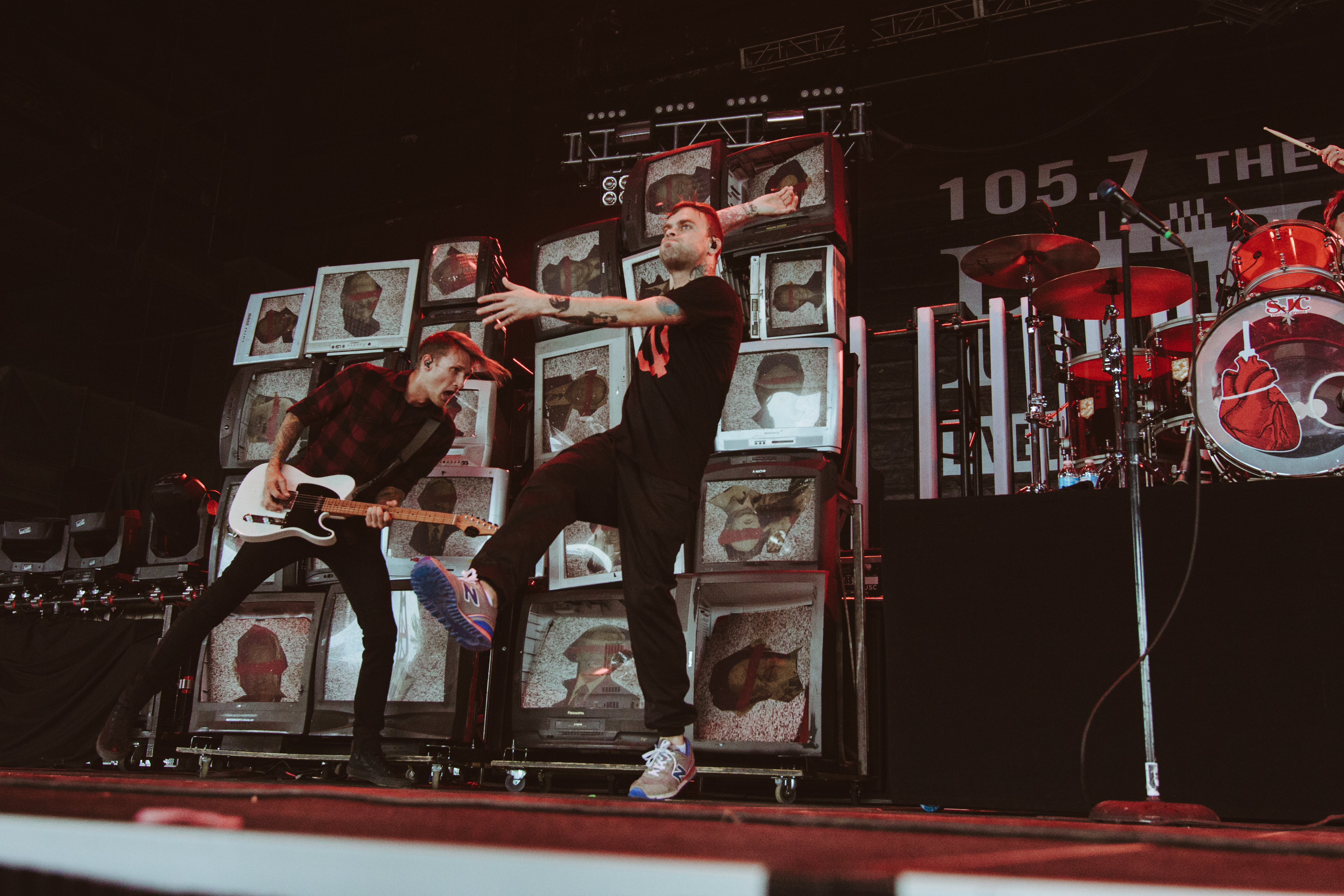
Justin Shekoski & Bert McCracken 2015

The Used je americká rocková kapela která vznikla v roce 2001. Současní členové jsou Bert McCracken, Jeph Howard, Dan Whitesides a Joey Bradford. Své první album kapela vydala roku 2002 poté, co podepsala nahrávací smlouvu se společností Reprise Records. Do roku 2017 následovalo šest dalších studiových alb a několik koncertních alb a kompilací.

## Diskografie
- The Used (2002)
- In Love and Death (2004)
- Lies for the Liars (2007)
- Artwork (2009)
- Vulnerable (2012)
- Imaginary Enemy (2014)
- The Canyon (2017)